# Тодор Мирчов
Тодор Мирчов, познат и като Тодор Димов, е копривщенски първенец и благодетел, член на църковното настоятелство и виден спомоществувател на училищата и храмовете.
Рождената му дата не е известна, но се знае, че е някъде през 1780-те години. На младини се занимава с чоропчийство и джелеплък. Натрупва голямо състояние. След завръщането си от търговия в чужбина прекарва целия си живот в родната Копривщица и до последните си дни не спира да подпомага съгражданите си по различни начини.
Той е главен ктитор на храма „Св. Николай“ (1842) и дарител на построен скоро след тази черква каменен мост над Косьово дере. С помощта на други заможни копривщенци издига три големи каменни чешми. Поддържа с лични средства пътищата и мостовете в града. Полага грижи за учениците от бедни семейства и като добър християнин не отказва помощ на никого от нуждаещите се.
Умира през 1859 г. Дъщеря му Рада се омъжва за един от най-известните копривщенски чорбаджии Петко Доганов, ктитор на Рилския манастир.